# سیارک ۵۵۴۷
سیارک ۵۵۴۷ (به انگلیسی: 5547 Acadiau، نامگذاری:1980LE1) پنج هزار و پانصد و چهل و هفتمین سیارک کشف شده‌است که در ۱۱ ژوئن ۱۹۸۰ کشف شد.
قدر مطلق سیارک برابر ۱۲٫۴۰ است.